# Lacul Buyo
Buyo este un lac de baraj, situat în partea de vest a statului Coasta de Fildeș. A luat naștere în 1980, odată cu finalizarea barajului Buyo pe Râul Sassandra. 